# 许寿裳
許壽裳（1883年2月4日—1948年2月18日），字季茀（季黻；季巿；季芾，都同音），號上遂，文史學者、作家、教育家，魯迅、周作人的同學、至交。

## 早年
1883年2月4日，許壽裳出身於浙江省紹興府水澄巷。早年就讀紹興郡中西學堂和杭州求是書院（現在浙江大學）。
1902年，以浙江公費派往日本留學，入東京弘文學院補習日語，與魯迅、陳儀結交，魯迅成為終身摯友。隔年主編浙江同鄉會誌《浙江潮》，倡導反清革命，光緒三十一年（1905）加入同盟會。在東京，與魯迅、周作人、錢玄同、朱希祖、沈兼士等同拜章太炎門下，學習段氏《說文解字注》和郝氏《爾雅義疏》。
1908年，许寿裳畢業於東京高等師範學校史地科，東京高等師範學校即后來的東京教育大學，現在筑波大學。

## 公職
1909年（光緒三十五年），許壽裳自日本學成返國。辛亥革命後，應蔡元培總長邀，先在南京教育部任事，後隨著遷都北京，任中華民國教育部普通教育司做第一科科長，以幹練著稱，當時在專門教育司做第一科科長的王雲五在《談往事》書中回憶自己「與普通教育司許壽裳科長齊名」。
魯迅經他推薦，也受邀到教育部工作。
在教育部歷任科長（薦任）、僉事（薦任，兼第一科科長）、編審（簡任）、參事（簡任）、普通教育司司長（簡任），期間兼任北京大學講師（蔡元培定規北大兼任教員只能以講師聘用）、北京高等師範學校、北京師範大學、北京女子師範大學教授。
1917年，奉派江西省，任教育廳廳長。
他是北京女子高等師範學校改北京女子師範大學前最后一任校長，北京女師大第一任校長是留日、美的楊蔭榆，第二任易培基校長任內，請他做教務長，1928年3月16日辭行政職，林語堂接教務長。
蔡元培主國民政府大學院，他做秘書長；蔡元培主中央研究院，他做秘書處主任。

### 事績
1913年，與魯迅、錢稻孫代表教育部，做讀音統一會會員，參與審定國語字音，會上與馬裕藻、朱希祖、錢稻孫、周樹人共同提議（魯迅起草議案）「統一讀音，不過改良反切，故以合於雙聲疊韻的簡筆漢字最為適用」，將會中審定字音暫用的『記音字母』正式通過為『注音字母』；此套字母大致從章炳麟創始，為『取古文篆籀徑省之形』的簡筆漢字。
（國立臺灣師範大學，國音教材編輯委員會，《國音學》）
許后來回憶，參加讀音統一會的章太炎弟子有：胡以魯、馬裕藻、朱希祖、周樹人和他自己。
許壽裳、錢稻孫、周樹人3位中華民國教育部薦任科長1912年8月，被時任中華民國臨時大總統袁世凱指定研擬國徽圖案，8月28日完成（參見《魯迅日記》裡的相關記述），3人合作設計圖樣，錢稻孫畫出圖例，魯迅執筆說明書，1913年2月發表。
結合日、月、星辰、山、龍、鳳、總彝、藻、火、粉米、黼、黻12種吉祥紋章（十二章；十二章圖）的圖樣。

## 中日戰爭爆發到結束
魯迅身后，他和周作人共同編撰《魯迅年譜》（1937年發表）。
他到四川教書，在成都華西協合大學、西北聯合大學等校做教授、法商學院院長，期間收了袁珂、陳嗣英等學生。
后曾任國民政府考試院考選委員會專門委員（簡任，委員長是留日的求是同人陳大齊）。

## 台灣

### 臺灣省編譯館
1946年，許壽裳應台灣省行政長官陳儀邀請，1946年6月25日到達台灣。7月10日被任為臺灣省編譯館館長。8月10日，許壽裳館長在編譯館籌備處（辦公地址）原臺灣教育會館（在當時叫做龍口街，后改襄陽街的現在南海路）舉行記者招待會，報告該館工作及說明組織狀態。
1947年1月18日上午8時50分，陳儀車到達襄陽街上的編譯館，許館長和各組室主任陪同巡視。許將編譯館已編譯鈔校完的著作80餘種拿給陳看，陳還對編譯館正在進行研究中的台灣的昆蟲、台灣高山族語言、台灣先史遺跡等項很感興趣。（詳見台灣行政院文化建設委員會國家文化資料庫藏1947年1月19日《民報》電子剪報檔）
絕大部份書稿都沒有來得及出版，據說這些稿件在行政院長官公署改組，編譯館撤廢後移交給新成立的省政府教育廳了，教育廳設有小規模的編審委員會，但這些許館長原本預訂要出的書一種都沒有出版，連稿的去向都成迷團，許極重視的台灣研究工作更從此畫上句點。
行政長官公署時代設教育處（處和廳同級），處長范壽康，副處長是留學北京大學，二二八事變后被殺的台灣人宋斐如（文瑞），編譯館（館長許壽裳）、博物館（館長陳兼善）、圖書館（范壽康處長兼館長，后由參議吳克剛接任）、交響樂團（團長蔡繼琨）、國語推行委員會（主任委員魏建功）與教育處是平行機關；改組為省政府后，編譯館撤廢，博物館（現在的國立台灣博物館）、圖書館（現在的國立中央圖書館台灣分館）、交響樂團（現在的國立台灣交響樂團）變成教育廳所屬機關。
陳儀用人喜歡用同鄉的、留日的（上列文教首長裡，蔡是祖籍台灣彰化的留日泉州人，范、許是留日浙江人，陳、吳是留法浙江人，魏雖是江蘇人，卻是魯迅、許壽裳、周作人的學生，且曾在日本殖民地朝鮮工作）。
許壽裳是陳儀在東京學日本語的同學，國民革命軍北伐前陳做浙江省省長，聘許做省政府參議，是兩人第一次合作。
許壽裳、魯迅、陳儀3人情誼深厚，然陳與魯、許的情份主要是鄉黨、同窗、同年（留學）；陳儀的文化程度在軍職人員中相對較高，還以清廉勤政見知於世，也頗有理想性，但缺乏氣度（羅宗洛雖是留日浙江籍，但不是陳的班底，就多方打壓，對台灣本土人民更是諸多差別對待，認為台灣人長期被日本人奴役，已經奴化。團隊裡雖有《台灣新生報》社長李萬居、教育處副處長宋斐如、廣播電台台長林忠、參議楊雲萍等幾個台灣人，但都不在權力核心且長年在外，和台灣本土社會較隔膜。宋還在二二八事件后被國府捕殺）和民主思想（他任用郁達夫、黎烈文等文化人，留日學緣，浙江或南方地緣是主要考量，還有他們是魯迅的朋友），剛愎自用又受（沈仲九等親信）包圍，進而導致二二八事件。
行政長官公署參議兼國語推行委員會主任委員魏建功1947年4月1日寫給北大學友傅斯年的信說：台省全局是「有為『不』治」，而教育則「無為而『亂』」中心人物，皆在於此。

### 國立臺灣大學
1947年5月11日，陳儀因二二八事件去職，5月16日編譯館就被裁撤，許先生同日轉到台灣大學做專任中國文學教授兼文學系主任，常批評CC派所主導的法西斯教育改革。
許1947年5月11日日記寫到：「新生报及省政府公报，载编译馆昨日第一次政务会议议决撤销，事前毫无闻知，可怪。在我个人从此得卸仔肩，是可感谢的；在全馆是一个文化事业机构，骤然撤废，于台湾文化不能不说是损失。」
《羅宗洛校長與臺大相關史料集》引資料說陳儀要許壽裳做國立臺灣大學校長（台大經費早期由省庫支應）。
然而國立大學校長是國民政府中央任命，主持國府教育行政工作的陳立夫、朱家驊不願意，改派陳大齊，陳大齊不肯來，朱派羅宗洛代理。
李東華〈論陸志鴻治校風格與台大文學院（1946.8~1948.5）〉一文引羅宗洛《接收台灣大學日記》說陳儀推薦了文學院院長人選「朱xx」，同文指出羅代理校長曾接洽的院長人選有樓光來、柳無忌、沈剛伯，其中沈有應允。另有一說朱xx就是朱光潛）。
當時許壽裳已就任編譯館館長，級別與大學校長相同（都是簡任獨立機關首長，許在民初就做了教育部簡任參事和司長），文學院院長一職長期懸缺，羅代理校長請校務委員兼先修班主任林茂生教授（台南人，留日、美，哲學博士）代理文學院院長，文學院各系長期沒有主任，羅宗洛想聘的文學系主任魏建功一直都沒有到任（本職行政長官公署參議兼國語推行委員會主任委員，可能是陳儀不放人），哲學系主任方東美聘不到，陳儀又對台大經費多方刁難。
台灣省編譯館撤廢後，還被陳儀政敵抨擊「因人設事、經費太多、沒有成績、思想有問題」（李東華文注85引）。
編譯館撤廢后，許先生被陸志鴻校長聘為專任中國文學教授兼文學系主任（1947年5月15日聘書送到）而留在台灣。
1947年8月1日，文學系分成中國文學系和外國語言文學系兩個系，許先生做了台灣大學中國文學系的第一位主任。
1945年底，台大文學系創系以來，名義上的主任是長期在台做語言文字工作的魏建功（天行，許壽裳、魯迅、周作人的北京大學學生，來台前曾任北大教職），但沒有到任，一直都是候任的主任（1946年末陸志鴻校長想聘魏為文學院院長，魏仍不願意）。
沒有到職的文學系魏建功主任在1946年間向校方推薦了幾位教員：1946年10月第一位到任的正教授臺靜農（魯迅和許壽裳的學生）、一位講師和一位助教。
1947年4月，陳儀去職前不久，魏建功才接下台灣大學文學系中國文學特約教授聘書。
許先生是台大文學系實際到職的第一位主任（1947年5月16日起），時任文學院院長是4月19日到院的文學系英國文學教授錢歌川，是許的東京高等師範學校學弟（日本語叫後輩，許是史地科，錢是英文科）。
錢歌川的前任：哲學系中國哲學教授兼校務委員兼先修班主任代理文學院院長林茂生1947年3月11日被穿中山裝配槍的2個人帶走，從此永遠失蹤。
許先生主系務期間，請來喬大壯教授和2位助教，台灣大學中國文學系原有2位本土先生：吳守禮副教授（台南人）、黃得時副教授（台北樹林人），都是日治台灣台北帝國大學文政學部東洋文學專攻畢業生留校任教，吳是先輩（學長），黃是後輩（學弟），黃得時並兼先修班教務主任，直到先修班停辦。
原編譯館編纂或編審、編輯（編纂相當正教授，編審相當副教授，編輯相當講師）楊雲萍、李霽野、李何林、金溟若、周學普（留日學習德國文學專業）、國分直一、立石鐵臣、謝康等轉任台大教職（黃榮燦、姜琦、朱雲影、傅溥、謝似顏、繆天華、何欣等到台灣師範，袁珂到省教育廳）。
沒有一位原編譯館同仁在中文系任職，臺靜農和魏建功雖是魯迅和許先生的學生，但都比許早到台大中文系。
黎烈文也到台大，在外文系教法語。
黎烈文是魯迅的朋友，李霽野、李何林、金溟若是魯迅的學生，袁珂和何欣是許的學生。

#### 業績
與自己的學生臺靜農發動爭取文學院研究費，希望學校能注重文科，讓文學院和科學各院平均發展（李東華文引1947年9月1日文學院錢歌川院長寫給陸志鴻校長的信），9月2日爭取到各系每月研費3萬元台幣。
主持刊行台北帝國大學文政學部東洋文學講座教授神田喜一郎在法國巴黎法國國家圖書館照相整理的《敦煌秘籍留真新編》。
撰寫《國立臺灣大學校歌》歌詞，1947年10月1日發表。
1947年10月31日在文學院第一次院務會議提案：「大學為學術機關，教授、系主任及院長皆係聘請者，對校長行文不應用簽呈，應改公函。」

#### 許壽裳主任時代台大中文系師資
正教授：許壽裳（兼主任）、喬大壯（新聘）、臺靜農（1946年到任）。
副教授：吳守禮、黃得時（都是日本東洋學；漢學教育培養出來的台灣人）。
講師：傅宗堯（1946年到任）。
助教：裴溥言（1946年到任，女性）、廖蔚卿（新聘）、金祥恆（新聘）。
特約教授：魏建功（兼任，1947年4月起，本職是國語推行委員會主任委員）。
（以上是教員，1947年11月新聘1位事務員陳瑳瑳，台籍女性）

### 與台灣本土學人
與許壽裳交往最密切的台灣學人是楊雲萍（原編譯館編纂兼台灣研究組主任，后轉任台大歷史系教授直到退休），前引李東華文指出：許「為楊雲萍僅被聘為副教授不平，以不就中文系主任兼職力爭，楊亦終得教授之聘」。
蘇世昌《追尋與回憶；張我軍及其作品研究》引〈一生吃「國語飯」的學者社長─洪炎秋〉說洪炎秋1946年6月回台灣教書（在台灣省立師範學院）是許壽裳介紹，洪后來調任臺灣省立臺中師範學校（現在的國立臺中教育大學）校長，二二八事變后去職，蒙上「鼓動暴動，陰謀叛國」罪名，在自己的北京大學老師許先生保護下才全身而退。
許先生對自己本系教員嚴加要求，任內沒有1位中文系教員升等。

### 與臺靜農主任的比較及后續發展
許先生被殺；喬大壯自殺后，臺靜農接主任，期間20年。
1948年8月1日臺靜農接主任時，許壽裳和喬大壯死了，魏建功離開台灣（到北京大學），只有臺靜農1位正教授。
臺靜農新聘洪炎秋、戴君仁、鄭騫、劉仲阮4位正教授。
僅有的1位台灣人洪炎秋（彰化文人洪棄生的兒子）與臺靜農同樣是魯迅和許壽裳學生，留學北京大學時專業是教育學，中國文學是副修（輔系，20學分），修過周作人和魯迅等多位先生的課；鄭騫是沈尹默、周作人、許地山等在燕京大學的學生。
1949年臺靜農新聘的副教授王叔岷（1952年）、屈萬里（1953年），1950年聘的牟潤孫（1953年）都很快升正教授，1955年才有第一位台灣人黃得時（任副教授已10年）升教授，另1位同樣在1945年就獲聘副教授的台灣人吳守禮（任副教授18年）直到1963年才升教授。
當年台大要以副教授職稱聘楊雲萍先生，許先生以不就主任職保楊先生任歷史系正教授。臺靜農聘同為魯迅學生的洪炎秋為教授，壓制協助國府接收台北帝國大學文政學部的黃得時和吳守禮（2人在1945年就被羅宗洛代理校長聘為副教授），與國府當局同樣猜忌台灣人（許多關於二二八事變的研究談官逼民反時提到許多國府人士認為說台灣人被日本奴役，思想有問題，給以差別對待）。
民初就做過大學校長、院長的許壽裳，留學日本，又師承章太炎，學力、資歷、著作都有目共睹，只因和魯迅的深厚交情見疑於國府當局，最后死得不明不白。
臺靜農〈追思〉一文說：「我現在所能記下的只是與先生的遇合，所不能記下的，卻是埋在我心裡的悲痛與感激。先生之關心我愛護我，遠在十幾年以前，而我得在先生的左右才幾個月。這些天，我經過先生的寓所時，總以為先生並沒有死去，甚至同平常一樣的，從花牆望去，先生正靜穆的坐在房角的小書齋裡。誰知這樣無從防禦的建築，正給殺人者以方便呢？雖然先生的長厚正直與博學，永遠的活在善良的人們心中的。」（1948年2月18日下午，臺靜農和魏建功還去請益，晚上許先生就被殺了）
1952年錢思亮校長任內的第192次行政會議上就決議要另製新校歌，1963年12月17日第682次行政會議通過沈剛伯作的新歌詞，請趙元任譜曲，1968年12月5日896次行政會議通過正式頒佈而定案，許壽裳作詞的台大校歌正式被廢除。
在1968年8月1日，當局拔掉臺靜農做了20年的中國文學系主任職（當時還沒有1任3年，得連任1次的任期限制）。 
與蔣介石總統極力削弱五四運動新文化運動影響力的施政方針密切相關，傅斯年校長（魯迅、許壽裳、錢玄同、周作人、陳獨秀的學生）1950年死后，台灣國史館館長羅家倫（志希，魯迅和周作人學生）被外界看好接任校長，蔣1951年指定了與新文化運動毫無淵源的化學家錢思亮（北大同人），任期直到1970年。
蔣拔掉台灣中央研究院王世杰（第一屆中央研究院院士，北大同人）院長后，派錢思亮接院長。

### 遭兇殺及其影響
1948年2月，許壽裳日記中記錄系辦公室（2月6日）和住所（2月13日）遭小偷，偷走了2月份薪水和日本進口的富士牌腳踏車。同年2月18日晚上，許壽裳在臺北市青田街6號臺大宿舍臥室被殺，兇器是柴刀（斧頭），砍在右邊臉頰和頷頸達4刀，喉管幾乎切斷，2月22日晚上當局宣布破案，抓到一個名叫高萬俥的青年人，說是兇手，偷東西起殺機，不久處決了。
由於門窗並未遭到破壞，做案犯嫌熟知宿舍內部，朝熟人所為方向偵辦，警署羈押一名嫌犯係許教授女兒許世瑋交往對象，後在找尋日式房門鑰匙發現原編譯館工友涉有嫌疑，由於此宿舍之前係編譯館，而編譯館遭撤後工友高萬俥失業，曾在12日利用之前持有的鑰匙偷竊了許教授在台大念書的女兒許世瑋的腳踏車，18日深夜，高萬俥潛入許教授家中潛伏在客廳預備行竊，許世瑋及其家中兩位下女皆已入睡，而原本晚間八點即就寢，凌晨四點起身閱讀的許教授，近期卻因身體微恙而受失眠所苦，其告訴友人近日往往九點還睡不著，十二點就醒了，而潛入其家中的高萬俥在客廳等候許久發出了聲響，致使許教授起身持手電筒查看，高萬俥表示因為教授認得他，情急之下持刀將教授砍殺，22日下午5時，在其家中搜出血衣，案件宣告偵破。
友人和左翼文壇都說許是被國民黨特務殺害。
1948年6月7日，南京中華民國政府發布2316號中華民國褒揚令（總統蔣中正署名，行政院院長翁文灝副署），表彰許的文教貢獻。
兇手高萬俥則在案發當年的7月26日在台北監獄執行槍決。

## 家庭
與沈淑晖婚后生兒世瑛。
沈淑晖病故后，與沈慈晖结婚，生兒世瑮。
沈慈晖病故后，娶陶伯勤（善敦）。
長兒許世瑛由魯迅開蒙，北京清華大學畢業，在校師承周作人、陳寅恪，國立台灣師範大學國文學系教授退休。
許壽裳廉潔奉公，長兒世瑛1946年就到台灣，和爸爸從來都不同單位不同學校（喬大壯接主任后，為照顧遺孤生活，才聘許世瑛做兼任副教授）。
次兒許世瑮（1915年－1993年），國立臺灣大學畜牧獸醫學系教授退休。
世瑛、世瑮兄弟沒有離開，可能和先人埋骨台灣有關。

## 魯迅血脈周海嬰過台灣讀書計畫
宋志坚〈六十年前的疑案：关于许寿裳之死〉一文引许寿裳給许广平的信：
「海婴来台甚善，入学读书，当为设法，可无问题（现已修毕何学年，盼及）。舍间粗饭，可以供给，请弗存客气，无需汇款。此外如有所需，必须汇款，则小儿世瑛本每月汇款至小女世琯处，可以互拔也。大约何日成行，务望先期示知，当派人持台大旗帜在基隆船埠迎候。」（1948年1月15日）
「得廿四来书，知海婴行期，须俟阴历年外再定。现值台北雨季，气候转变较剧，索性俟雨季过后（约三月底止）为宜，因霁野、何林两夫人每当此季均病气喘，未知海婴曾患此否？如本无此恙，则可不以为意。」 （1948年1月31日）
許壽裳1948年2月18日晚上睡夢中被殺，原訂3月過來讀書的周海嬰也就沒有到台灣了。

## 著作目錄

### 魯迅研究
- 《亡友魯迅印象記》[6]
- 《魯迅年譜》[7]（與周作人合作）
- 《魯迅的思想與生活》[8]（楊雲萍編，收許先生記魯迅文10篇，1947年台北市台灣文化協進會出版，許同時新寫序文1篇）
- 《我所認識的魯迅》[9]（遺稿，身后的1952年由人民文學出版社在北京結集出版）

### 國故學
- 《歷代人事制度述要》
- 《歷代考試制度述要》
- 《章炳麟》
- 《不朽集:中國歷代名人傳》
- 《中國文字學綱要》（遺稿，身后經長兒世瑛奔走才在台出版）

### 語言學習
- 《怎樣學習國語和國文》（專為台灣人民的學習需要編寫，以日本語和漢語寫成。臺灣省編譯館編輯，臺灣書店印行。）

### 主編（1947年在台灣完成）
- 《標點符號的意義和用法》
- 《簡明應用文》
- 《臺灣雜詠合刻》
- 《敦煌秘籍留真新編》

## 作品選
〈國立西北聯合大學校歌〉（與黎錦熙合作，當時他做教授兼院長）
“并序连黄，卅载燕都迥。联辉合耀，文化开秦陇。汉江千里源蟠冢，天山万仞自卑隆。文理导愚蒙；政法倡忠勇；师资树人表；实业拯民穷；健体名医弱者雄。勤朴公诚校训崇。华夏声威，神州文物，原从西北，化被南东。努力发扬我四千年国族之雄风。”
〈國立臺灣大學校歌〉（應陸志鴻校長委約創作，時任教授兼中國文學系主任，1947年10月1日發表，1968年正式被廢止）
海水洸洸，挾民族之輝光；沈鄭遺烈，於今重矞皇。民權保障，憲政提其綱；民生安泰，氣象熾而昌。阿里蒼蒼，對學府之講堂；登峰造極，日知月無忘。不倦不厭，教學相得彰；光被大眾，充塞乎八荒。學海洋洋，喜楫擊而帆揚。研究有得，企業連繫將；企業有利，研究益加強；前進前進！康樂祝無疆。